# Surveyor 2
Surveyor 2 var en obemannad rymdsond från NASA, med uppdrag att landa på och fotografera månen. Den sköts upp från Cape Canaveral, med en Atlas LV-3C Centaur-D, den 20 september 1966. På grund av fel på en raketmotor vi en kurs korrigering på vägen mot månen, började rymdsonden tumla runt och man förlorade kontrollen över den. Den 23 september kraschade rymdsonden på månens yta

### Fotnoter
1. ↑  ”NASA Space Science Data Coordinated Archive” (på engelska). NASA. https://nssdc.gsfc.nasa.gov/nmc/spacecraft/display.action?id=1966-084A. Läst 24 mars 2020.